# Dom João de Castro
Die Dom João de Castro war ein 1939–41 gebautes Vermessungsschiff der portugiesischen Marine, das sie vor allem in Übersee einsetzte. 1947 strandete das Schiff vor der Kapverden-Insel Santo Antão.

## Bau und technische Daten
Gleich mehrfach schrieb das Schiff portugiesische Marinegeschichte: Es war das erste Schiff, das in der nach Almada verlegten und neu gebauten Marinewerft Arsenal do Alfeite gebaute wurde. Es war eines der wenigen Vermessungsschiffe, die in der portugiesischen Marine nicht aus älteren Schiffen umgebaut, sondern als solche konstruiert wurde. Die Konstruktion war auf den Einsatz in tropischen Gewässern ausgelegt und dafür mit einem Spardeck ausgestattet. Dort lagen Kabinen, die in dieser Klimazone die luftigsten Räume waren. Zugleich war das Deck am Heck als Plattform für ein Wasserflugzeug ausgelegt. Ein Flugzeug wurde jedoch nie mitgeführt. An Bord standen ein geräumiger Salon, eine Dunkelkammer und ein Labor zur Verfügung.
Die Kiellegung ihres ersten Schiffes erfolgte symbolisch am Tag der Einweihung der neuen Werft und fand am 3. Mai 1939 statt. Der Neubau bekam die Baunummer 1 und erhielt beim Stapellauf am 22. April 1940 den Namen Dom João de Castro nach dem Feldherrn und Seefahrer João de Castro (1500–1548). Das Schiff war 66,90 Meter lang, 10,00 Meter breit und hatte einen Tiefgang von 2,90 Metern. Die Konstruktionsverdrängung betrug 1044 Tonnen, die maximale 1330 Tonnen. Als Antrieb dienten zwei Dreifach-Expansionsmaschinen, die zusammen 1400 PS leisteten und auf zwei Schrauben wirkten. Damit erreichte das Schiff eine Geschwindigkeit von 14,5 Knoten, die Reichweite betrug bei 10 Knoten rund 5000 Seemeilen. Die Besatzung bestand aus 66 Mann.

## Geschichte
Auf der ersten großen Vermessungsfahrt gelang der Mannschaft der Dom João de Castro die Wiederentdeckung und Vermessung eines Unterwasservulkans zwischen den Azoreninseln Terceira und São Miguel. Infolge eines Ausbruchs im Jahr 1720 war eine kleine Insel entstanden, die nach zwei Jahren fortwährender Erosion wieder verschwunden war. Auf der ersten Fahrt entdeckte die Mannschaft am 29. Juli 1941 die verbliebene Unterwassererhebung der Insel und benannte sie nach dem Schiff Dom-João-de-Castro-Bank.
Über die weiteren Tätigkeiten des Schiffes liegen keine Einzelheiten vor. Das Ende des Schiffes kam 1947 unvermittelt: Bei Vermessungstätigkeiten auf den Kapverdischen Inseln strandete die Dom João de Castro am 2. Oktober 1947 an der Küste von Santo Antão. Die Besatzung konnte sich an Land retten, doch Versuche, das Schiff zu bergen, blieben erfolglos.